# Ćandragupta II

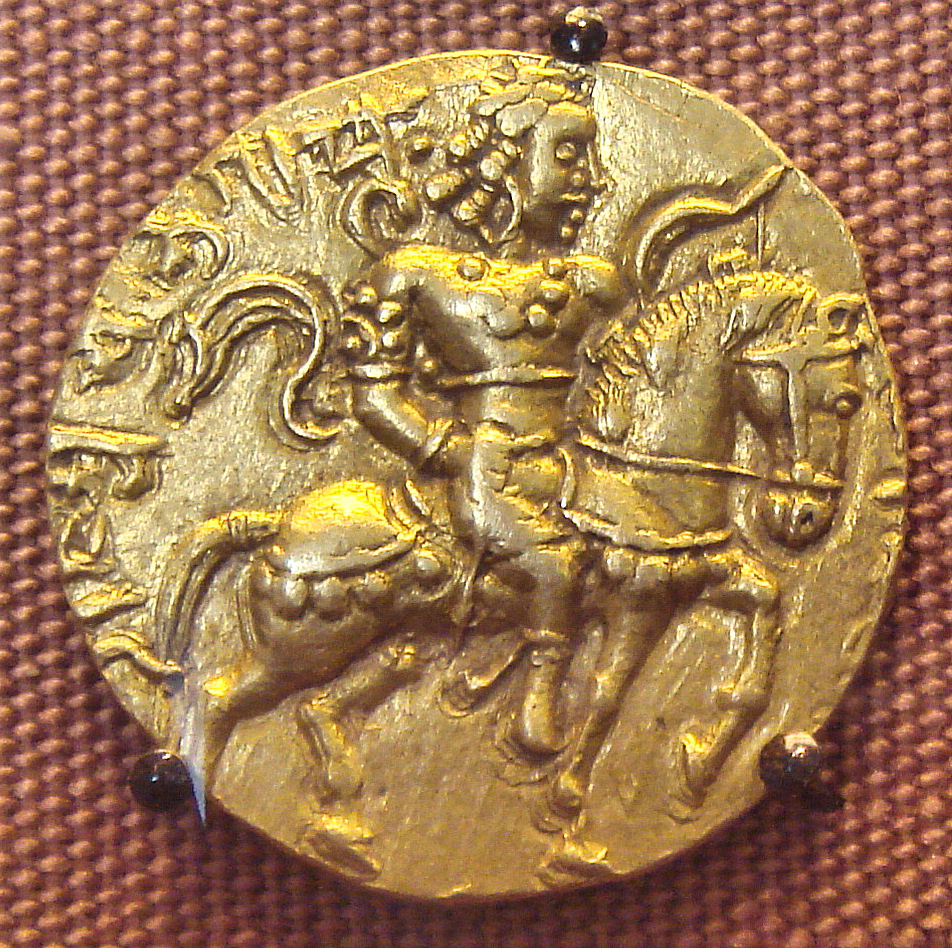
Moneta z konnym wizerunkiem Candragupty II

Ćandragupta II, Czandragupta II – indyjski król z dynastii Guptów, syn Samudragupty.
Rządy sprawował od ok. 375 do 414 roku. Jego panowanie jest często określane jako złoty wiek w historii Indii. Słynął ze swojego męstwa i rycerskości.
W latach 388–409 stoczył długą wojnę z Śakami, w wyniku której podbił Gudźarat oraz wyżynę Malwa. Rozszerzył swe panowanie w północnych Indiach poprzez działania wojenne, a na wyżynie Dekan dzięki małżeństwu przybrał tytuł Wikramaditja – „Słońca Waleczności”. W celu zabezpieczenia od najazdów z południa zawarł sojusz z Wakatakami, potwierdzony małżeństwem jego córki Prabhawati z królem Wakataków Rudraseną II.
W okresie jego panowania do Indii przybył chiński mnich buddyjski Faxian, a na jego dworze mógł przebywać Kalidasa.
Władzę przekazał swojemu synowi Kumaragupcie.